# Neseutegaeus angustus
Neseutegaeus angustus är en kvalsterart som beskrevs av Hammer 1966. Neseutegaeus angustus ingår i släktet Neseutegaeus och familjen Eutegaeidae. Inga underarter finns listade i Catalogue of Life.